# Arthropteris
Arthropteris es un género de helechos perteneciente a la familia Tectariaceae.

## Taxonomía
El género fue descrito por John Smith (botánico) y publicado en Blumea 30: 3. 1984. La especie tipo es: Aenigmopteris dubia (Copel.) Holttum

## Especies aceptadas
A continuación se brinda un listado de las especies del género Arthropteris aceptadas hasta enero de 2013, ordenadas alfabéticamente. Para cada una se indica el nombre binomial seguido del autor, abreviado según las convenciones y usos:

## Especies
- Arthropteris albopunctata J. Sm.
- Arthropteris altescandens J. Sm.
- Arthropteris monocarpa (Cordem.) C. Chr.
- Arthropteris orientalis (J.F. Gmel.) Posth.
- Arthropteris palisotii (Desv.) Alston
- Arthropteris parallela C. Chr.
- Arthropteris repens (Brack.) C. Chr.
- Arthropteris tenella (G. Forst.) J. Sm. ex Hook. f.